# Parigné-l'Évêque
Parigné-l'Évêque é uma comuna francesa na região administrativa do País do Loire, no departamento de Sarthe. Estende-se por uma área de 63.4 km². Em 2010 a comuna tinha 5 253 habitantes (densidade: 82,9 hab./km²).